# Giuliana Dal Pozzo
Pour les articles homonymes, voir Pozzo.
Giuliana Dal Pozzo (née le 28 mai 1922 à Sienne et morte le 15 décembre 2013 à Rome) est une journaliste italienne et une défenseuse des droits des femmes.

## Biographie
Née dans une famille patricienne siennoise Contrada dell'Oca, elle déménage dans la plaine pontine dans les années 1930.
Elle est diplômée en littérature à l'Université de Florence. Elle réalise un reportage sur l'inondation de Polesine en 1951 qui la fait connaître en tant que journaliste. Elle travaille ensuite pour la rédaction bolognaise de L'Unità, de 1954 à 1961. Elle rejoint ensuite Miriam Mafai dans le magazine Noi Donne (it) et lui succède à la direction. Il s'agit de la revue de l'Unione delle donne italiane (Union des femmes italiennes), organisation féminine créée en 1945. Pendant plus de vingt ans, elle parle aux lectrices, traitant de thèmes très audacieux à cette époque, en Italie : divorce, contraception, avortement. Elle publie en 1956, un article Quanti vogliamo, quando li vogliamo (Autant que nous en voulons, quand nous les voulons). Cet article aborde le contrôle des naissances comme un droit pour les couples, la maternité comme une décision libre et responsable. Jusqu'en 1971,  toute personne qui incite publiquement à des pratiques contre la procréation ou en fait la propagande est punissable d'emprisonnement (article 553 du Code pénal). Dans le même temps, elle fait appel à des personnages comme Anna Maria Ortese, Marguerite Duras, Rosetta Loy, Umberto Eco et Giorgio Bocca pour collaborer au magazine.
En 1969, elle publie une enquête dans laquelle elle brise le tabou sur l'« homme de gauche ».
Giuliana Dal Pozzo met en évidence le phénomène de la violence masculine dans la famille. En 1988, elle fonde à Rome le Telofono rosa, une association qui vient en aide aux femmes victimes de violences domestiques ou au travail.
En 2007, le président de la République Giorgio Napolitano lui confère le titre de Grand Officier du Mérite de la République,.
Elle décède en 2013 à l'âge de 91 ans.

## Prix et distinctions
- Prix Saint-Vincent du journalisme, 1962
- titre de Grand Officier du Mérite de la République, 2007

## Publications
- Avec Enzo Rava, Femmes dans l'histoire de l'Italie, 2 vol. éditions du Calendrier populaire, 1969
- Avec Enzo Rava, Donna 70, Teti, 1977
- Così fragile, così violento. Le donne raccontano la violenza maschile, editori Riuniti, 2000  (ISBN 978-88-359-4872-8)
- Avec Elisabetta Pandimiglio, Ilia di notte (roman), Datanews, 2001  (ISBN 88-7981-181-9)
- La maestra. Una storia lunga un secolo, Memori, 2007  (ISBN 978-88-89475-42-3)